# Гаськов, Александр Михайлович
Александр Михайлович Гаськов (20 марта 1944, Улан-Удэ — 18 января 2021, Москва) — российский химик-неорганик, доктор химических наук (1989), профессор (1993), заведующий лабораторией химии и физики полупроводниковых и сенсорных материалов МГУ им. М. В. Ломоносова (2008—2021).

## Биография
Родился и вырос в г. Улан-Удэ.
В школьные годы А. М. Гаськов выиграл Всесибирскую олимпиаду по химии, что позволило ему беспрепятственно поступить на Химический факультет Московского государственного университета, который он успешно окончил в 1966 году. По окончании обучения поступил в аспирантуру, и уже в 1969 г. защитил кандидатскую диссертацию и начал преподавательскую деятельность. 
Будучи младшим научным сотрудником, в 1972—1974 гг. читал лекции в Алжирском институте нефти и газа, по возвращении продолжил научную деятельность в области полупроводниковых материалов. 
В 1988 году защитил докторскую диссертацию по теме «Направленный синтез трехкомпонентных твердых растворов халькогенидов свинца и олова для оптоэлектроники», а через 5 лет стал профессором кафедры неорганической химии. С 2008 года заведовал лабораторией химии и физики полупроводниковых и сенсорных материалов на кафедре неорганической химии Химического факультета МГУ.
Скончался на 77-м году жизни от коронавирусной инфекции.

## Научные исследования
Научная карьера Александра Михайловича начиналась на стыке областей радиохимии и химии полупроводников, дипломная работа была посвящена определению давления пара полупроводников с помощью радиоактивных изотопов. Однако в аспирантуре выбор был сделан в пользу изучения полупроводниковых материалов, и лейтмотивом исследования под руководством А. В. Новоселовой стала разработка материалов для ИК-фотоприемников, что позволяло решать задачи ночного видения, передачи информации через атмосферу — изучались различные гетероструктуры свинца, олова и теллура. В 90-е годы в поисках новой области научных изысканий А. М. Гаськов активно сотрудничал с коллегами из Франции, и с этого момента начинается разработка полупроводниковых газовых сенсоров. Одними из первых хорошо зарекомендовавших себя соединениями являлись пленки оксидов олова и меди, в дальнейшем активному изучению подвергались и другие материалы на основе полупроводниковых оксидов. Фундаментальные исследования А. М. Гаськова в области сенсорных материалов включают в себя изучение механизма сенсорной чувствительности нанокристаллических полупроводников, определение природы активных центров на поверхности. Для реализации научных идей под руководством А. М. Гаськова созданы малые предприятия, разрабатывающие газовые сенсоры и анализаторы для детектирования опасных веществ в воздухе.

## Преподавательская деятельность
Александр Михайлович начал преподавать после защиты кандидатской диссертации (1969г). В 1972—1974 гг. читал лекции в Алжирском институте нефти и газа, затем участвовал в преподавании различных спецкурсов для студентов кафедры неорганической химии Химического факультета МГУ.
С 2009 г. читал курс «Фундаментальные основы неорганического синтеза» для студентов химического факультета
С 2013 г. преподавал курс лекций «Функциональные неорганические материалы XXI века» (межфакультетский курс).
С 2015 г. читал спецкурс «Современные аспекты химии полупроводников: от массивных кристаллов до квантовых точек», а также курс « Химия функциональных материалов» для студентов химического факультета
Под его руководством защищено множество курсовых, дипломных работ и 26 кандидатских диссертаций.
Совместно с коллегами является автором 16 учебных курсов.

## Публикации
Перу проф. А. М. Гаськова принадлежит 330 статей, в том числе в зарубежных журналах, и 9 книг (в соавторстве).
Основные монографии:
1. Krivetskiy V., Rumyantseva M., Gaskov A. Metal Oxide Nanomaterials for Chemical Sensors. Springer Science+Business Media (New York, United States), 2013. — 116 p.
2. Румянцева М. Н., Гаськов А. М. Химические методы получения наноматериалов. М.: Химический факультет МГУ, 2013. — 70 с.
3. Gaskov A., Rumyantseva M. Metal oxide nanocomposites: synthesis and characterization in relation with gas sensor phenomena. In Sensors for Environment, Health and Security. NATO Science Series, Brussels, 2008 — 30 p.

## Организационная деятельность
Состоял в составе ряда оргкомитетов всероссийских и международных конференций, в частности: 
- 5th Forum on New Materials (Montecatini Terme, Italy, Италия, 13-18 июня 2010),
- CIMTEC 2014 — 6th Forum on New Materials (Montecatini Terme, Italy, Италия, 15-19 июня 2014),
- Байкальский материаловедческий форум. (Улан-Удэ — Байкал (с. Максимиха), 9-13 июля 2012).

Являлся членом ряда специализированных и диссертационных советов, научных обществ.